# Гойдаи
Гойдаи (укр. Гойдаї, до 2016 г. — Ленино) — село в Кривоозёрском районе Николаевской области Украины.
Население по переписи 2001 года составляло 640 человек. Почтовый индекс — 55151. Телефонный код — 5133. Занимает площадь 4,606 км².

## Местный совет
55151, Николаевская обл., Кривоозерский р-н, с. Гойдаи, ул. Ленина, 40